# Diana de la Peña
Diana Aurora de la Peña Julca (Lima, 7 de octubre de 1999) es una voleibolista peruana. Juega como central y su equipo actual es el Alianza Lima de Perú. Es internacional con la selección peruana de voleibol femenino.